# Robert Capron
Robert Banfield Capron Jr. (Providence, 9 luglio 1998) è un attore e doppiatore statunitense.

## Biografia
Figlio unico dell'attrice Kaye Capron, inizia a studiare recitazione all'età di 8 anni. Esordisce al cinema, nel 2009 a 11 anni in una piccola parte non accreditata nel film Bride Wars - La mia migliore nemica, ma la fama è arrivata quando ha interpretato Rowley, amico del protagonista nella saga di Diario di una schiappa in cui recita anche sua madre.

## Riconoscimenti
- Young Artist Awards 2013: Miglior attore giovane non protagonista per Diario di una schiappa - Vita da cani

## Filmografia parziale

### Attore

#### Cinema
- Bride Wars - La mia migliore nemica (Bride Wars), regia di Gary Winick (2009)
- Hachiko - Il tuo migliore amico (Hachi: A Dog's Tale), regia di Lasse Hallström (2009)
- Diario di una schiappa (Diary of a Wimpy Kid), regia di Thor Freudenthal (2010)
- L'apprendista stregone (The Sorcerer's Apprentice), regia di Jon Turteltaub (2010)
- Diario di una schiappa 2 - La legge dei più grandi (Diary of a Wimpy Kid: Rodrick Rules), regia di David Bowers (2011)
- I tre marmittoni (The Three Stooges), regia di Peter e Bobby Farrelly (2012)
- Diario di una schiappa - Vita da cani (Diary of a Wimpy Kid: Dog Days), regia di David Bowers (2012)
- C'era una volta un'estate (The Way, Way Back), regia di Nat Faxon e Jim Rash (2013)

#### Televisione
- R.L. Stine's The Haunting Hour – serie TV, episodi 1x17-3x03 (2011-2012)
- The Middle – serie TV, 1 episodio (2012)

### Doppiatore
- Frankenweenie, regia di Tim Burton (2012)
- Tarzan, regia di Reinhard Klooss (2013)

## Doppiatori italiani
Nelle versioni in italiano delle opere in cui ha recitato, Robert Capron è stato doppiato da:
- Federico Bebi in Diario di una schiappa, Diario di una schiappa 2 - La legge dei più grandi, Diario di una schiappa - Vita da cani, Big Time Rush
- Andrea Di Maggio in L'apprendista stregone
- Tito Marteddu in I tre marmittoni

Da doppiatore è sostituito da:
- Lorenzo Crisci in Frankenweenie
- Paolo Vivio in Tarzan